# Sonia Bisset
Sonia Bisset, född den 1 april 1971 i Santiago de Cuba, är en kubansk friidrottare som tävlar i spjutkastning. 
Bissets första internationella mästerskapsfrinal var VM 1997 i Aten då hon slutade på en sjätte plats. Samma resultat blev det vid VM 1999 i Sevilla. Hon deltog även vid Olympiska sommarspelen 2000 i Sydney där hennes 63,26 räckte till en femte plats. 
Hennes största framgång blev VM 2001 i Edmonton då hon slutade på en tredje plats med ett kast på 64,69. Vid VM 2003 blev det åter en sjätte plats denna gång med ett kast på 60,17. 
Hon deltog vid Olympiska sommarspelen 2004 i Aten, där hon blev femma med ett kast på 63,54. Vid VM 2005 i Helsingfors slutade hon på en sjunde plats och vid VM 2007 i Osaka blev hon sexa.

## Personligt rekord
- Spjutkastning - 67,67